# Морини, Джорджо
Джорджо Морини (итал. Giorgio Morini; род. 11 октября 1947, Каррара, Италия) — итальянский футболист, полузащитник.

## Клубная карьера
Морини начал свою карьеру в «Интернационале» в сезоне 1967/1968, но так и не сыграл ни одной игры за команду. В следующем году он перешел в «Варезе», проведя в клубе четыре сезона.
После перехода в «Рому» в 1972 году Морини сделал себе имя, представляя столичную команду в течение следующих четырех сезонов. В 1976 году он подписал контракт с «Миланом», провёл там ещё четыре сезона.
После двух сезонов в второстепенном клубе «Про Патрия» и короткого периода в команде низшей лиги «Кьяссо» Морини завершил свою карьеру в 1984 году.

## Карьера в сборной
Он сыграл 3 матча за сборную Италии по футболу в 1975 году, дебютировав 19 апреля в матче против Польши.

## Тренерская карьера
В 1996 году Морини ненадолго стал тренером «Милана». Это был его первый и до сих пор последний опыт работы в качестве тренера команды высшего уровня.